# Hvidding Krat
Hvidding Krat er en fredet egeskov beliggende Fårup og Tjele Langsø, lige nord for landsbyen Hvidding på grænsen mellem Randers- og Viborg Kommuner.  Skoven er et lysåbent egekrat på en nordvendt, skrænt med mange kløfter,  i Skals Å-dalen.
Hvidding Krat er et eksempel på naturtypen Stilkegeskove og -krat på mager sur bund som er gamle egeskove med Stilkeg Quercus robur som er den dominerende egeart, på sandsletter med sur jordbund. Naturtypen har som regel været skov fra gammel tid, benyttet til hugst og græsning.
Fredningen af et areal på 84 ha i 1984 i krattet, er især begrundet i hensynet til de sjældne sommerfugle, der er knyttet til egetræer, især egesommerfuglen, som dog ikke er set i en årrække. Der er også mange andre sommerfugle i krattet, bl.a. stregbredpande, stor bredpande, citronsommerfugl, iris, admiral, det hvide C, storplettet perlemorsommerfugl, okkergul randøje, skovrandøje, blåhale, det hvide W, lille ildfugl, dværgblåfugl, almindelig blåfugl og  rødplettet blåfugl.